# رابطة علماء وأئمة ودعاة الساحل
رابطة علماء وأئمة ودعاة الساحل، تنظيم إسلامي في الساحل الإفريقي تأسس في 29 جانفي 2013م · .

## التعريف
«رابطة علماء وأئمة ودعاة الساحل» هو تنظيم إسلامي شبه قاري في الساحل الأفريقي يُعنى بشؤون الإسلام والدعوة والتصوف.

## التأسيس
قامت مجموعة من العلماء والمشايخ من خمس دول في الساحل الإفريقي بالإعلان عن تأسيس «رابطة علماء وأئمة ودعاة الساحل» بتاريخ 29 جانفي 2013م، بمشاركة أئمة ودعاة من الجزائر ومالي والنيجر وبوركينا فاسو وموريتانيا.
وجاءت المبادرة تتويجا للنداء الذي أطلقته نفس المجموعة في البقاع المقدسة، خلال موسم الحج لعام 2012م، وكذا اللقاء التحضيري الذي احتضنته الجزائر شهر نوفمبر 2012م، وتهدف الرابطة بحسب ما أكده ممثل الوفد الجزائري الشيخ يوسف مشرية في افتتاح أشغال اللقاء الذي احتضنه فندق مزفران بمدينة الجزائر لضرورة مواجهة «التطرف والغلو» الذي أصاب الأمة الإسلامية في السنوات الأخيرة وتسبب في «تفريق كلمة الأمة وضرب أمنها»، مبرزا أن «الإسلام يدعو إلى الرحمة والخير والتسامح وينهى عن الفساد».
وأبرز المتحدث أهمية إنشاء هذه الرابطة لتقوم بواجبها في "الإرشاد" معتبرا مهامها" أمانة ثقيلة ومسؤولية جسيمة تقع على عاتق علماء منطقة الساحل الإفريقي في سبيل "مواجهة التيارات الفكرية المنحرفة".
ودعا المجتمعون وهم من كبار علماء دول منطقة الساحل التنظيمات المسلحة النشطة في شمال مالي والساحل الإفريقي، إلى التوبة ووضع السلاح وتجنيب المنطقة الانفلات والفوضى، معربين عن أملهم في أن تساهم الرابطة التي تعتبر الأولى من نوعها في تجفيف العمل المسلح بمنطقة الساحل.
من جانبه أبرز الشيخ أبو سعيد بلعيد الجزائري دور الجزائر في هذا مجال السلم والوئام، مستدلا بدور العلماء في إقناع المغرر بهم بالتوبة خلال العشرية السوداء التي عاشتها الجزائر، موضحا دور العلماء في الدفع نحو السلم والاستقرار والوئام والتأمين الفكري من الانحرافات والغلو.
واعتبر الشيخ أن التطرف في الدين والغلو فيه لدى الكثير من شباب دول منطقة الساحل كان سببا في الأوضاع التي تعيشها المنطقة الآن، وقال أن هذا التطرف الذي جذب علينا المشكلات، وجلب على الأمة الإسلامية ودول منطقة الساحل على وجه الخصوص ضغوط الدول الأجنبية باسم مكافحة التطرف، مشيرا إلى وجود أجهزة ودوائر تسعى لضرب استقرار الأمة الإسلامية.
من جانبه أبرز رئيس الجلسة الشيخ داوود بوريمة من دولة النيجر أهمية تأسيس الرابطة في الظرف الحالي من أجل تبادل وجهات النظر وتنسيق العمل الديني والفصل في القضايا التي تهم المسلمين في منطقة الساحل.

## ممثلو الدول
| رقم | الأمين العام | البداية         | النهاية         |
| --- | ------------ | --------------- | --------------- |
| 01  | يوسف مشرية   | 2013م           | 24 نوفمبر 2016م |
| 02  | يوسف بلمهدي  | 24 نوفمبر 2016م | 2017م           |
| 03  | كمال شكاط    | 2017م           | 2017م           |

## الأهداف
نشأت «رابطة علماء وأئمة ودعاة الساحل» من أجل تجميع ورص صفوف العلماء في منطقة الساحل الإفريقي من أجل تسطير الآفاق والمتابعة باهتمام للدور الأساسي للمسجد وعلاقته بمحيط السكان وإعطاء الوجه الحقيقي للمساجد والأئمة والدعاة والعلماء وإبعاد كل ما ألصق به من تطرف وغلو.

### مقالات إضافية
- الاتحاد العالمي للطرق الصوفية
- الاتحاد الوطني للزوايا الجزائرية
- أكاديمية التربية الصوفية
- وزارة الشؤون الدينية الجزائرية
- المرجعية الدينية الجزائرية
- الحزب الراتب: الحزاب - الباش حزاب - السلكة - الشيخ - المريد - الورد - الوارد
- المجلس العلمي للإفتاء بالجزائر
- التراث الفقهي الجزائري
- المجلس الإسلامي الأعلى بالجزائر
- اللجنة الوطنية لمراقبة الأهلة
- المركز الثقافي الإسلامي لولاية الجزائر
- قائمة المساجد في ولاية الجزائر
- مديرية الشؤون الدينية والأوقاف لولاية الجزائر

### فايسبوك
- رابطة علماء وأئمة ودعاة الساحل  على فيسبوك.

### فيديوهات
- رابطة علماء وأئمة ودعاة الساحل تتبنى النموذج الجزائري في مكافحة الإرهاب على يوتيوب
- رابطة علماء وأئمة دول الساحل تعتمد شبكات التواصل الاجتماعي في مكافحة التطرف العنيف على يوتيوب
- أئمة دول الساحل يجمعون على ضرورة التنسيق لاجتثاث التطرّف الديني على يوتيوب
- الدورة الرابعة لرابطة علماء ودعاة وأئمة دول الساحل في السنغال: 30-31 ماي 2016م على يوتيوب
- أحمد مرتضى الرئيس الجديد من نيجريا لرابطة علماء ودعاة وأئمة دول الساحل على يوتيوب

### وصلات خارجية
- الموقع الرسمي لوزارة الشؤون الدينية والأوقاف بالجزائر